# ملعب بيتر موكابا
 ملعب بيتر موجابا، أنشأ في عام 2007، ويقع في مدينة بولوكوان في جنوب أفريقيا. ويبعد الملعب كيلو مترات عن وسط المدينة بالقرب من الاستاد القديم, ويسمى الملعب باسم الشجرة أو الشجرة المقلوبة.

## التصميم
لقد تم أخذ التصميم من أكثر من إيحاء حيث تم بناء الملعب على طراز أحد أكبر الأشجار في العالم
ويرتكز الملعب على قواعد أربع تمثل قواعد الشجرة الأربعة وكذلك يتميز الملعب بأنه مفتوح من الأعلى حتى يعرف الجمهور لماذا سميت بولوكني بهذا الاسم.

## بعض المشاكل
وإن من بعض المشاكل ألا وهي اسم الملعب بيتر موجابا رئيس جنوب أفريقيا السابق المناهض للعنصرية
وكذلك ان مدينة بولوكني لاتحتوي على فريق كرة قدم حتى يشغل الملعب بعد النهائيات ولكن تم حل المشكل
حيث سيلعب في الملعب فريق من الركبي وهذا حال أغلب ملاعب جنوب أفريقيا.

## استضافات الملعب
استضاف الملعب أربع مباريات منها مباراة فرنسا والمكسيك من المجموعة الأولى
ومن المجموعة الثالثة الجزائر وسلوفينيا
ومن المجموعة الثانية الأرجنتين واليونان
ومن المجموعة السادسة البراغواي ونيوزلندا.
| التاريخ    | الوقت (ت ع م+02:00) | منتخب #1   | النتيجة. | منتخب #2  | المجموعة         | السعة  |
| ---------- | ------------------- | ---------- | -------- | --------- | ---------------- | ------ |
| 2010-06-13 | 13.30               | الجزائر    | 0–1      | سلوفينيا  | المجموعة الثالثة | 30,325 |
| 2010-06-17 | 20.30               | فرنسا      | 0–2      | المكسيك   | المجموعة الأولى  | 35,370 |
| 2010-06-22 | 20.30               | اليونان    | 0–2      | الأرجنتين | المجموعة الثانية | 38,891 |
| 2010-06-24 | 16.00               | الباراغواي | 0–0      | نيوزيلندا | المجموعة السادسة | 34,850 |